# Gmina Głowaczów
Die Gmina Głowaczów ist eine Stadt-und-Land-Gemeinde im Powiat Kozienicki der Woiwodschaft Masowien in Polen. Sie hat etwa 7050 Einwohner. Ihr Sitz ist die gleichnamige Stadt mit etwa 825 Einwohnern.

## Geographie

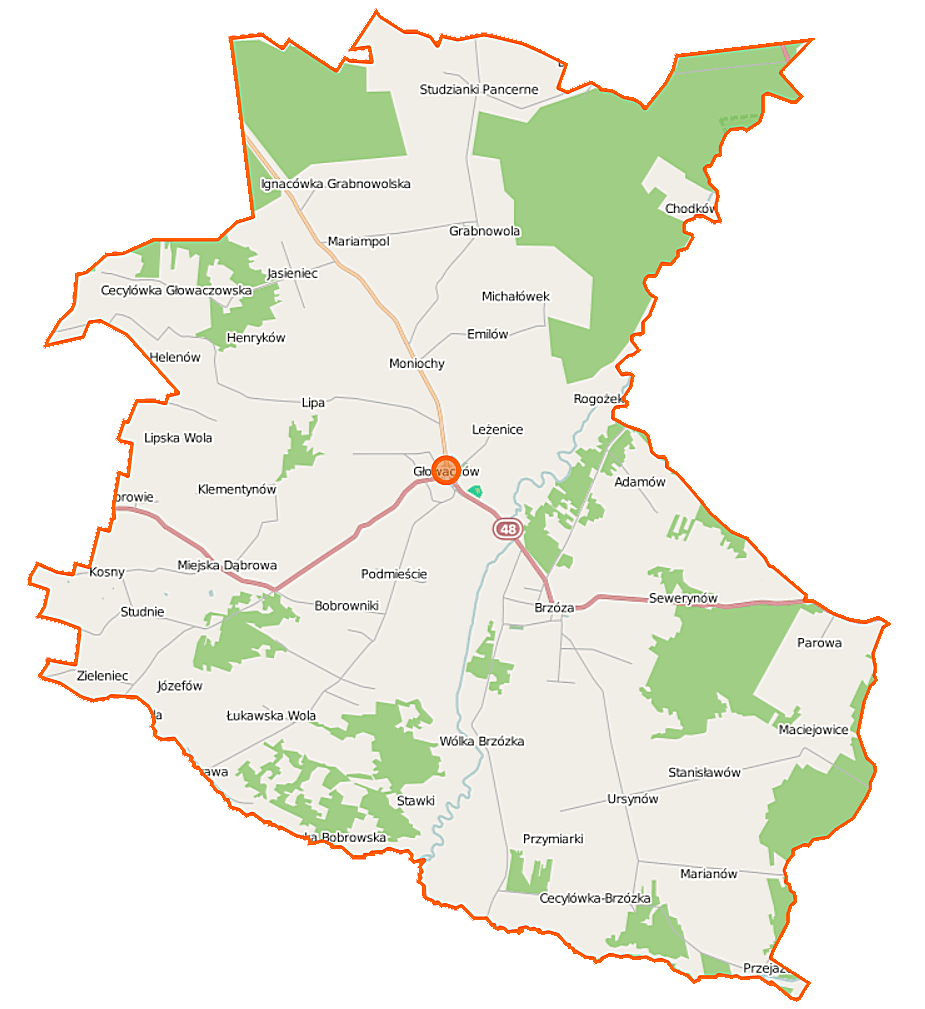
Karte der Gemeinde

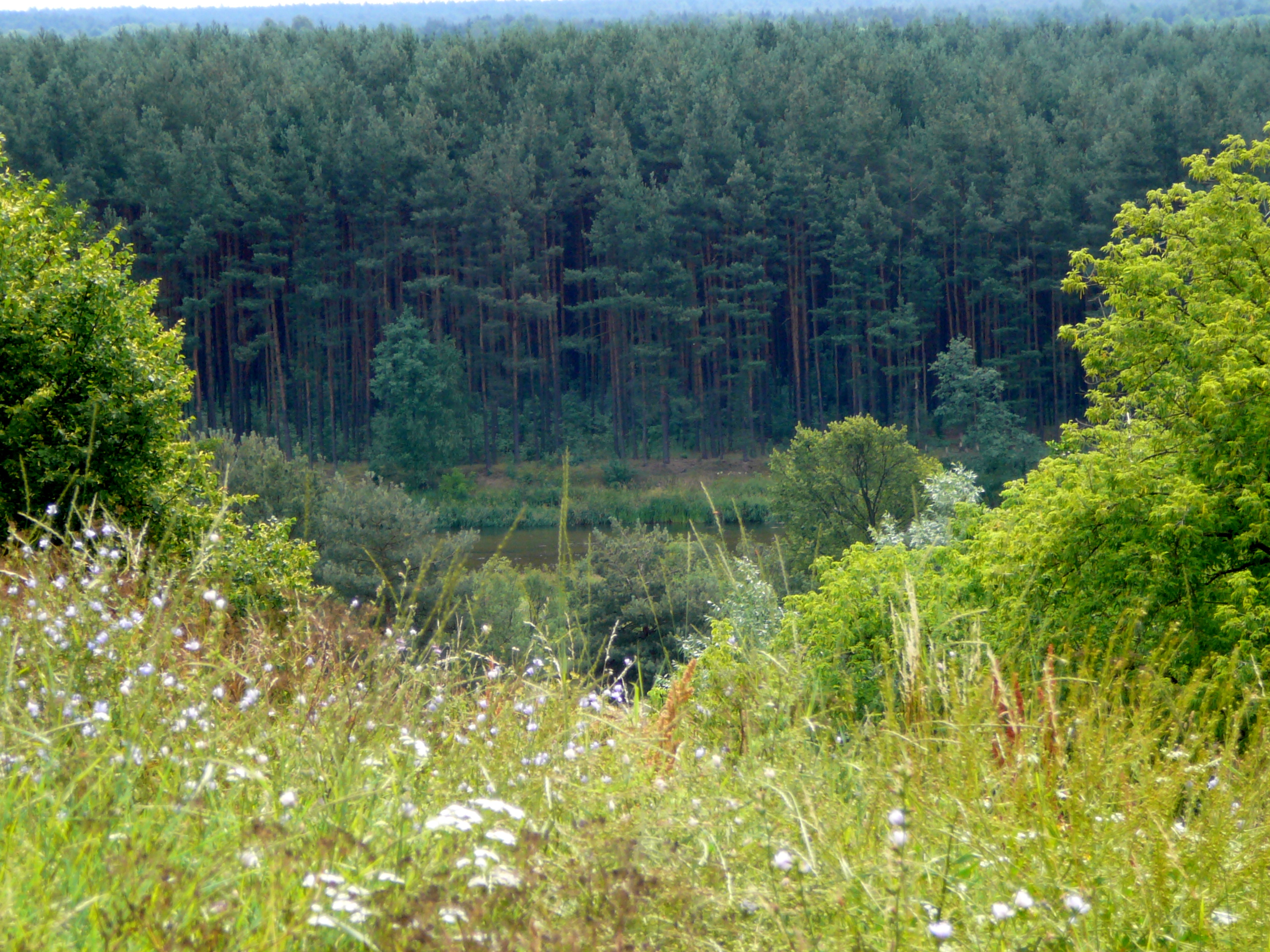
Waldgebiet im Südosten der Gemeinde

Die Landgemeinde liegt im Südosten der Woiwodschaft. Die Großstadt Radom liegt etwa 30 Kilometer südwestlich, Warschau 70 Kilometer nördlich. Nachbargemeinden sind im Powiat Kozienicki Grabów nad Pilicą und Magnuszew im Norden sowie Kozienice im Osten, im Powiat Radomski Pionki im Süden sowie Jastrzębia und Gmina Jedlińsk im Südwesten sowie im Powiat Białobrzeski Stromiec.
Die Weichsel verläuft zwei Kilometer östlich. Die Radomka durchzieht den Norden der Gemeinde. Die Gemeinde hat eine Fläche von 186,3 km², von der 67 Prozent land- und 28 Prozent forstwirtschaftlich genutzt werden. Die Gemeinde ist landwirtschaftlich geprägt, wobei Getreide und Hackfrüchte, aber auch Obst und Gemüse angebaut werden. Ihr Gebiet ist mit ca. 38 Einwohnern/km² dünn besiedelt. Ein kleines Gebiet Przejazd bei gehört zum Landschaftsschutzpark Kozienice (Kozienicki Park Krajobrazowy). Die Lindenallee an der DK48 mit 346 Bäumen ist als Naturdenkmal eingetragen. Im Ortsteil Grady ist ein Schwarzstorchhabitat ausgewiesen.

## Geschichte
Das heutige Gemeindegebiet gehörte unterbrochen durch die deutsche Besatzungszeit im Zweiten Weltkrieg von 1919 bis 1975 zur Woiwodschaft Kielce mit unterschiedlichem Zuschnitt. Der Powiat Kozienicki bestand schon in russischer Zeit, in der Głowaczów 1870 nach dem Januaraufstand 1863/64 die Stadtrechte aberkannt wurden. Das Dorf Głowaczów wurde Sitz der Landgemeinde Mariampol, die 1949 in Głowaczów umbenannt und 1954 in Gromadas aufgelöst wurde.
Von 1975 bis 1998 gehörte das Gemeindegebiet zur beträchtlich verkleinerten Woiwodschaft Kielce. Der Powiat war in dieser Zeit aufgelöst. Die Landgemeinde Mariampol wurde zum 1. Januar 1973 aus verschiedenen Gromadas wieder geschaffen. Diese kam 1999 an die Woiwodschaft Masowien und den Powiat Kozienicki. Zum 1. Januar 2024 erhielt der Hauptort wieder Stadtrechte und die Gemeinde den Status einer Stadt-und-Land-Gemeinde.

## Gliederung
Zur Stadt-und-Land-Gemeinde (gmina miejsko-wiejska) Głowaczów gehören die namensgebende Stadt und 38 Dörfer. Stadt und Dörfer haben jeweils ein Schulzenamt (sołectwo):
Głowaczów
Adamów
Bobrowniki
Brzóza
Cecylówka-Brzózka
Cecylówka Głowaczowska
Chodków
Dąbrówki
Emilów
Grabnowola
Helenów
Henryków
Ignacówka Bobrowska
Ignacówka Grabnowolska
Jasieniec
Klementynów
Kosny
Leżenice
Lipa
Lipska Wola
Łukawa
Łukawska Wola
Maciejowice
Mariampol
Marianów
Michałów
Miejska Dąbrowa
Moniochy
Podmieście
Przejazd
Rogożek
Sewerynów
Stanisławów
Stawki
Studnie
Studzianki Pancerne
Ursynów
Wólka Brzózka
Zieleniec
Weitere Orte der Gemeinde sind Chodków (leśniczówka), Działki Brzóskie, Grabnowola-Kolonia, Helenówek, Józefów, Mała Wieś, Michałówek, Nadleśnictwo Studzianki und
Zadąbrowie.
Kleinere Wohnplätze der Gemeinde sind die Weiler Leśniczówka Bożówka und Trzebień (osada).

## Tourismus
Die Radomka bietet Möglichkeiten zum Kajakfahren. In der Gemeinde sind zahlreiche, von der PTTK empfohlene Rad- und Wanderwege angelegt.

## Denkmalgeschützte Sehenswürdigkeiten
- Pfarrkirche St. Bartholomäus in Brzóza, 1854–1856 errichtet[6]
- Glockenträger von 1856 der Kirche in Brzóza[7]
- Kapelle in Brzóza, Ende des 18. Jahrhunderts[8]
- Gasthaus in Brzóza, errichtet im 19. Jahrhunderts[9]
- Park des Guts in Brzóza, angelegt von der 2. Hälfte des 18. bis zur 1. Hälfte des 19. Jahrhunderts[10]
- Getreidespeicher des Vorwerks bei Brzóza, 19. Jahrhundert[11]
- Friedhof in Głowaczów, angelegt in der 1. Hälfte des 19. Jahrhunderts[12]
- Park „Grądy“ und Allee in Wólka Brzózka, 1860 angelegt und 1973 umgestaltet[13]
- Auf Gemeindegebiet stehen eine Reihe von Denkmalen, die an den Januaraufstand, den Zweiten Weltkrieg und die Hinrichtung von Einwohnern von Cecylówka durch die Wehrmacht am 13. September 1939 erinnern.[4]

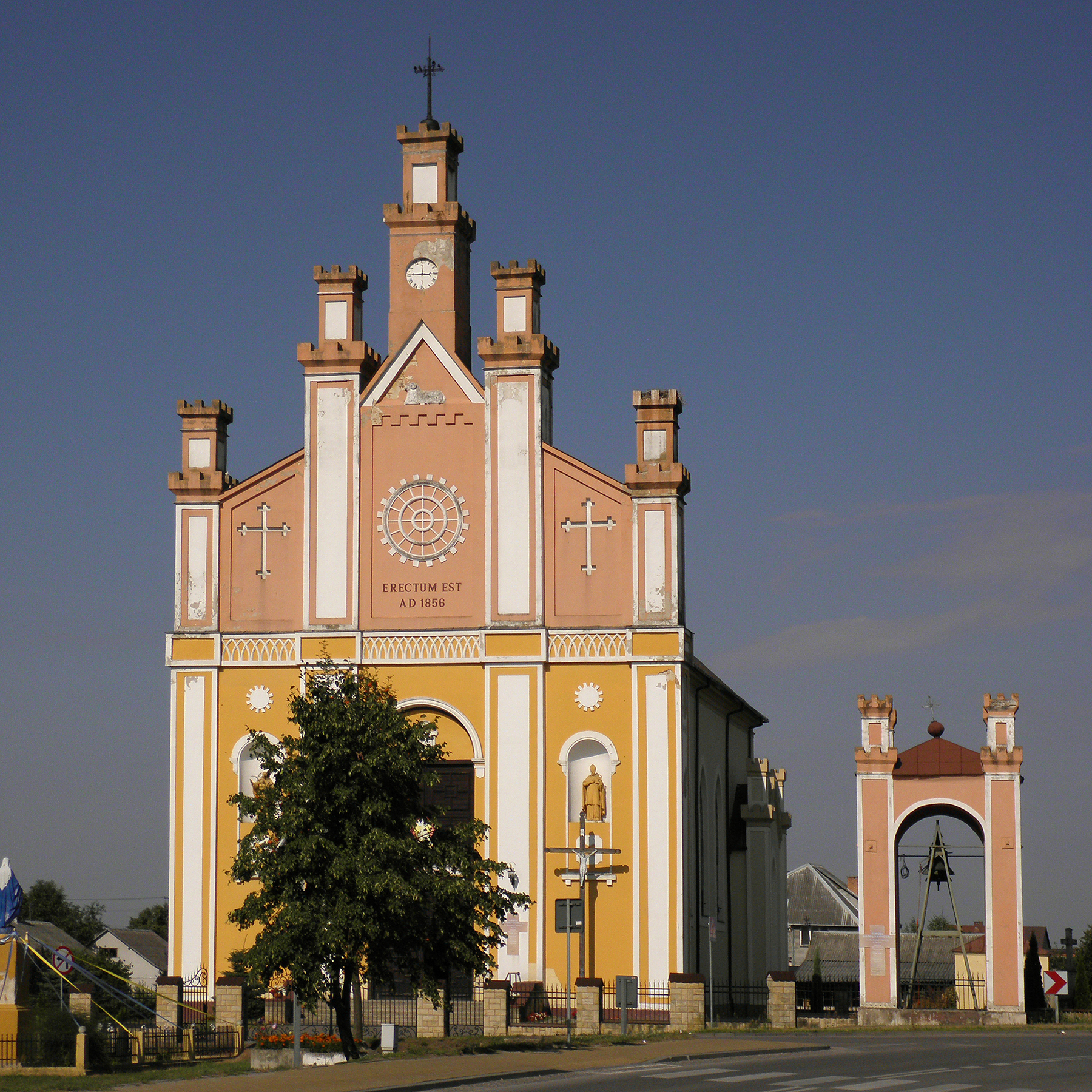
Pfarrkirche in Brzóza
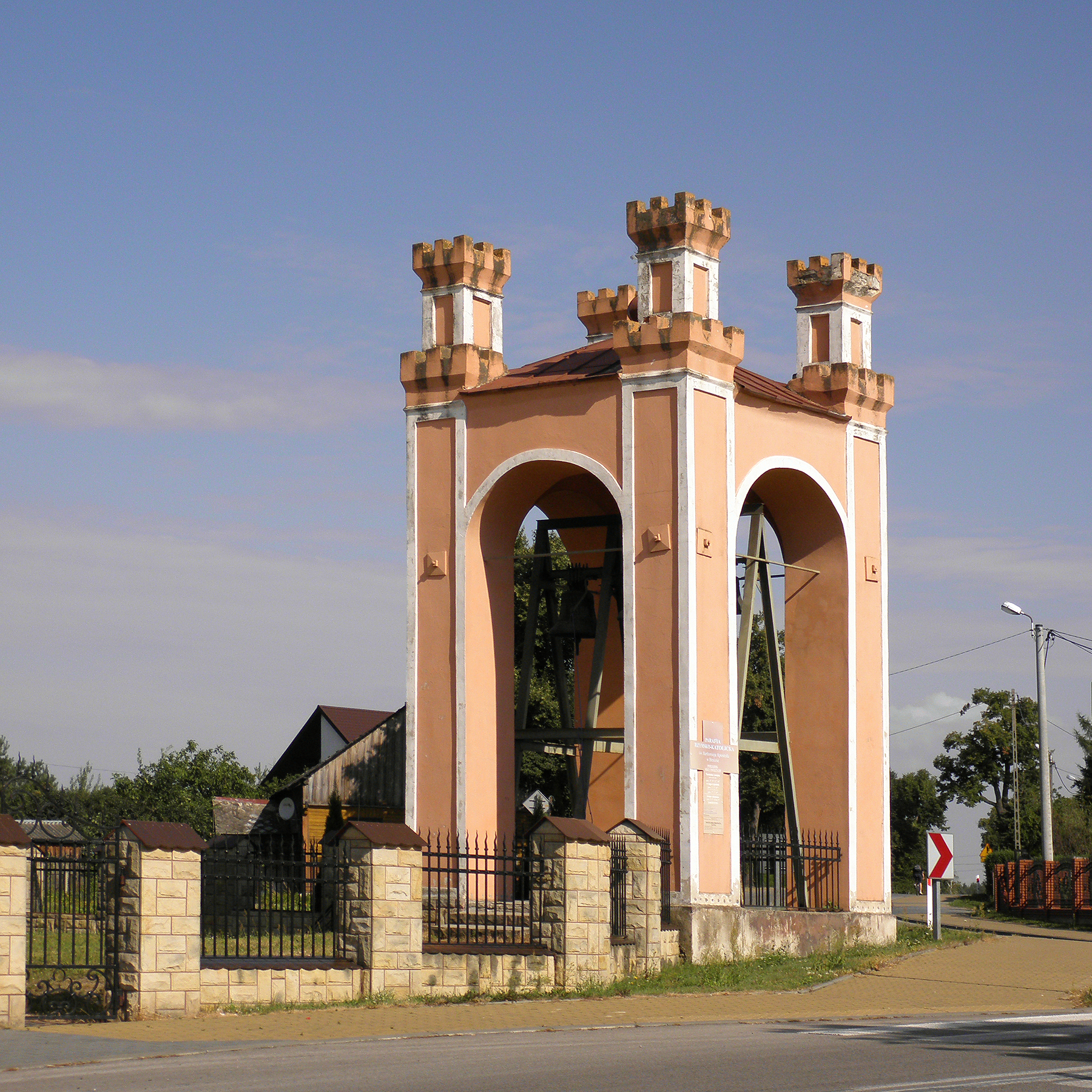
Glockenträger in Brzóza
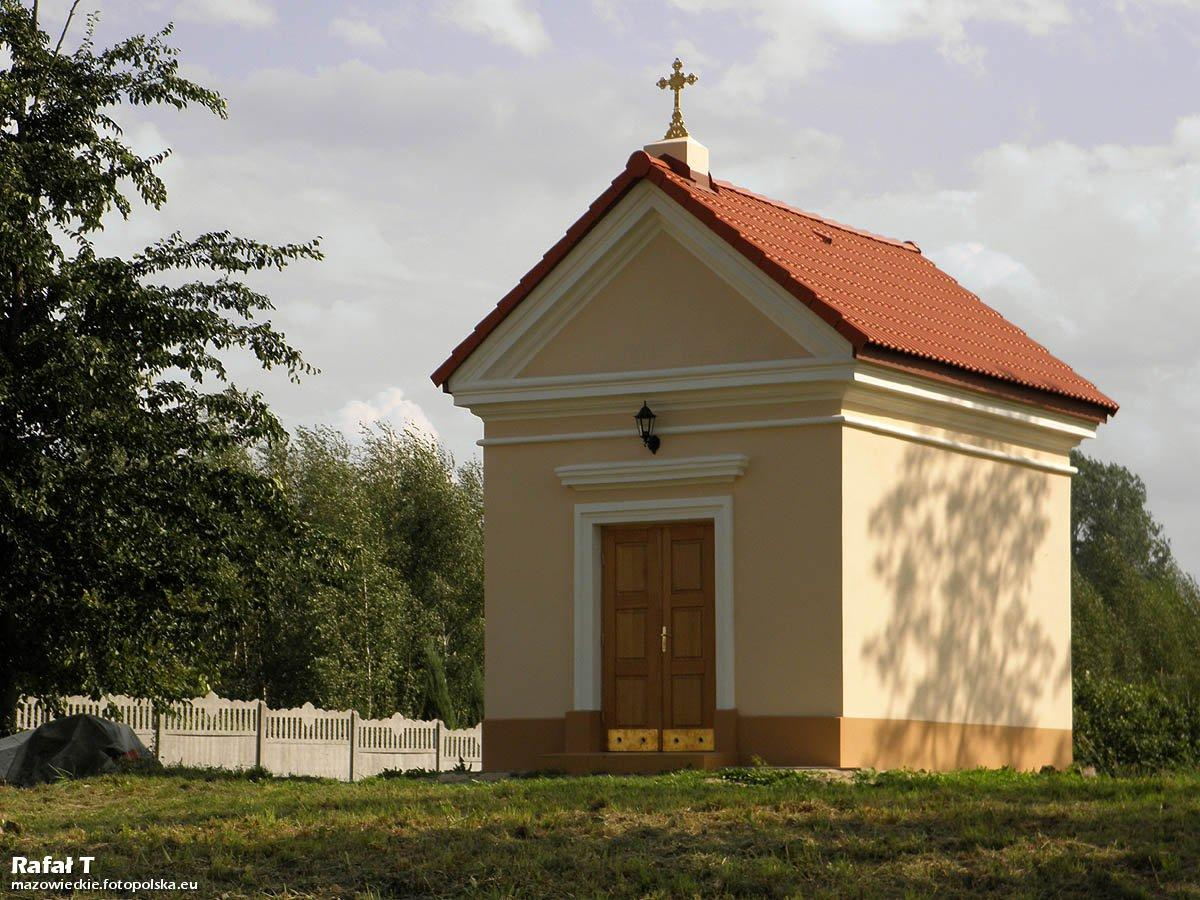
Kapelle in Brzóza
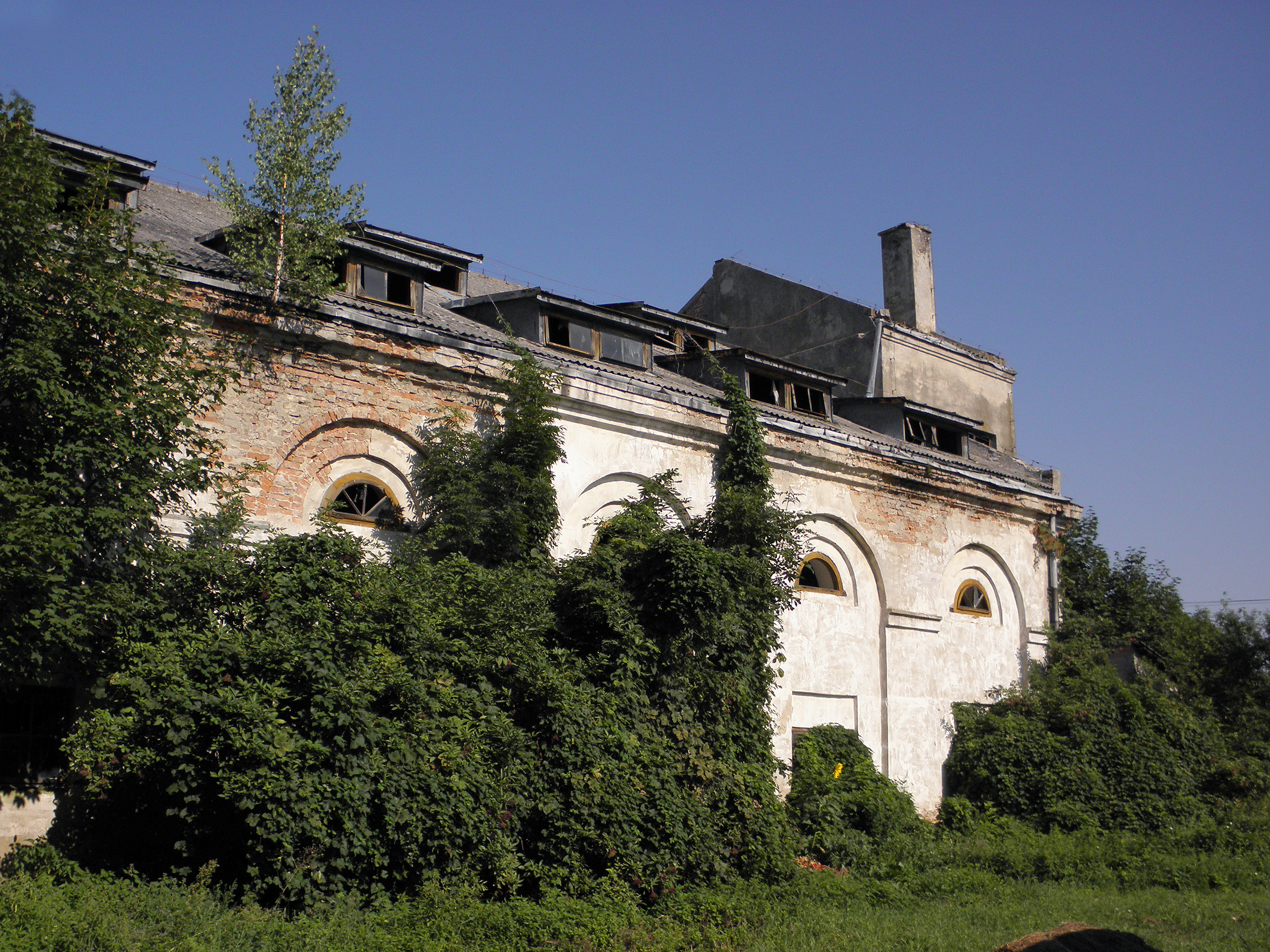
Getreidespeicher bei Brzóza

## Verkehr
Die Landesstraße DK48 führt von Tomaszów Mazowiecki über Białobrzegi, Głowaczów und die Kreisstadt Kozienice nach Dęblin. In Głowaczów zweigt die Woiwodschaftsstraße DW730 ab, die über Warka nach Norden führt.
Die nächste Bahnstation ist Dobieszyn in der Nachbargemeinde Stromiec.
Der nächste internationale Flughafen ist Warschau.